# Who's Who in Animal Land
Who's Who in Animal Land é um filme de drama em curta-metragem estadunidense de 1944 dirigido e escrito por Leslie M. Roush e Justin Herman. Venceu o Oscar de melhor curta-metragem em live-action: 1 bobina na edição de 1945.

## Elenco
- Ken Carpenter